# Corythalia emertoni
Corythalia emertoni là một loài nhện trong họ Salticidae.
Loài này thuộc chi Corythalia. Corythalia emertoni được Elizabeth Bangs Bryant miêu tả năm 1940.